# Ляшко Микола Миколайович
Микола Миколайович Ляшќо (справжнє прізвище — Лященко; 1884—1953) — російський радянський прозаїк українського походження, член ВКП(б) з 1928 року.

## Народження та початок трудового життя
Народився 7 (19 листопада) 1884 року в Лебедині (тепер Сумська область).
Батько був солдатом, мати — селянкою. В 11 років почав трудове життя у Харкові хлопчиком у кав'ярні та учнем на кондитерській фабриці. У 1899 році став учнем токаря, працював на заводах Харкова, Миколаєва, Севастополя, Ростова-на-Дону. З 1901 року брав участь у робітничому русі.
У 1903 році його було вислано в Олонецьку губернію як соціал-демократа. У 1908—1911 роках відбував заслання у Вологодській губернії, а в 1914 році він засуджений до року ув'язнення у фортеці за видання журналу «Вогні».

## Літературна діяльність
Перші літературні публікації відносяться до 1905 року. У 1918—1919 роках був пов'язаний з Пролеткультом, а в 1920 році він увійшов до групи «Кузня», де вважався самим обдарованим прозаїком. Найбільшу популярність мала його повість «Доменна піч» на тему відновлення промисловості після Громадянської війни.

## Смерть
М. М. Ляшко помер 26 серпня 1953 року. Похований у Москві на Новодівичому кладовищі (ділянка № 4).

## Нагороди
- орден Трудового Червоного Прапора (25.11.1944)
- орден «Знак Пошани» (31.01.1939)
- медалі

## Літературні твори
- Леснушка (сказка). 1914—1923
- Рассказы. В 2-х кн., 1922-23
- Железная тишина, 1922
- Крепнущие крылья, 1922
- Марьина родина. 1926
- С отарой, 1927
- Сказки, 1930
- Сладкая каторга, 1934—1936 (автобіографічний роман)
- Камень у моря, 1939
- Микола з Лебедина, 1951 (автобіографічна повість про дитинство)

### Видання
- Зібрання творів. В 6-ти тт., 1926—1927
- Твори. В 3-х тт., 1955